# Орден Вітчизни (Білорусь)
Орден Вітчизни (біл. Ордэн Айчыны) — державна нагорода Білорусі, встановлена постановою Верховної Ради Республіки Білорусь № 3726-XII від 13 квітня 1995 року.

## Статут ордену
Орден Вітчизни є вищим орденом Республіки Білорусь.
Орден Вітчизни має три ступені:
- орден Вітчизни I ступеня;
- орден Вітчизни II ступеня;
- орден Вітчизни III ступеня.

Вищим ступенем ордена є I ступінь. Нагородження здійснюється послідовно орденом Вітчизни III, II й I ступеня:
- за відмінні досягнення у виробничій, науково-дослідницькій, соціально-культурній, громадській, доброчинній та інших галузях діяльності, спрямованої на підвищення добробуту людей та зміцнення могутності країни;
- за мужність та відвагу, проявлені під час захисту Вітчизни та його державних інтересів, забезпечення законності та правопорядку;
- за значні заслуги у розвитку економічних, науково-технічних та культурних зв'язків між Республікою Білорусь та іншими країнами.

Орден Вітчизни носиться на лівому боці грудей та за наявності інших орденів (окрім ордена Матері) розміщується перед ними в порядку старшинства ступенів.

## Опис
Орден є знаком, виконаним у формі двох чотирикутників, що накладаються один на один та утворюють восьмипроменеву зірку діаметром 44 мм.
В центрі зірки знаходиться коло діаметром 24 мм, в якому розміщено зображення державного герба Республіки Білорусь, оточеного вінцем з дубового та лаврового листя. У верхній частині кола на тлі червоної емалі розміщено напис «Айчына» (Вітчизна), у нижній частині позначено ступені ордена: I, II, III. Реверс має гладку поверхню, в центрі розташований номер ордена.
Орден за допомогою вушка та кільця з'єднується з п'ятикутною колодкою, обтягнутою муаровою стрічкою червоного кольору з поздовжньою зеленою смугою посередині для ордена I ступеня, двома зеленими поздовжніми смугами по краях для ордена II ступеня, двома зеленими поздовжніми смугами по краях та однією зеленою поздовжньою смугою посередині для ордена III ступеня.
Орден Вітчизни I ступеня виготовляється зі срібла з позолотою, II ступеня — зі срібла з частковою позолотою, III ступеня — зі срібла.